# Veit zu Pappenheim
Veit zu Pappenheim (* 16. Juni 1535 in Schwindegg; † 18. Juni 1600 in Wildbad bei Wemding) war ein deutscher Reichserbmarschall im Heiligen Römischen Reich.

## Leben
Reichserbmarschall Veit zu Pappenheim wurde in Schwindegg bei Dorfen in Oberbayern geboren. Sein Vater war Ulrich Marschall zu Pappenheim († 1539) aus der Treuchtlinger Linie des Adelsgeschlechts Pappenheim. Seine Mutter war Anna von Fraunhofen, Erbin der Herrschaft Schwindegg und eine direkte Nachfahrin des berühmten Minnesängers Oswald von Wolkenstein. Veit hatte fünf Schwestern und drei Brüder: Anna, Sibylla, Maria Jacobe (auch Maria Jakoba), Salome und Catharina, sowie seine älteren Brüder, die alle unvermählt blieben, Georg, der in kaiserlichen Diensten stand, Florian und Sebastian, Domherr zu Eichstätt.
Als jüngstem Sohn stand Veit weder die Herrschaft Treuchtlingen noch Schwindegg zu, so versuchte er, wie viele andere nachgeborene Söhne aus adeligen Familien, sein Glück im Ausland. Gesichert ist ein Aufenthalt in Turin sowie vier Jahre in Spanien am Hofe König Philipps, an den er durch die Vermittlung der Kurfürsten von Mainz und Trier gelangte. Etwa um 1552 kehrte er in seine Heimat zurück und trat in herzoglich-bayerische Dienste. Auf einer Hofstaatsliste von 1552 erscheint er als Erbmarschall unter jenen Adeligen, welche dem Herzog mit einer bestimmten Anzahl von Pferden aufzuwarten hatten.
Nach dem Tod seines Bruders Georg im Frühling 1553 in Regensburg konnte Veit die Herrschaft Schwindegg erben, eine der wichtigsten Hofmarken Bayerns. Dies sicherte ihn wirtschaftlich ab und er heiratete 1556 die jung verwitwete Regina von Kreuth zu Strass. Sie entstammte dem landsässigen Adel Pfalz-Neuburgs und war Protestantin. Der Ehe mit Regina entwuchsen sechs Kinder: Anna Maria (* 2. Februar 1557), Ursula Maria (* 30. Dezember 1558), Georg Ulrich (* 16. Juli 1561), Maria und Maria Sophia (* 10. Juli 1562) und Veit (* 13. August 1568). Sie alle starben sehr jung. Dieses Unglück versuchte Veit mit der Aufnahme mehrere Pflegekinder auszugleichen.
Veit selbst wurde bereits im Jahr zuvor, nach der „Legalisierung“ durch den Augsburger Reichs- und Religionsfrieden 1555 gleichsam offiziell zum Lutheraner, womit er vermutlich dem Kurfürsten von Sachsen folgte, der schon vorher konvertierte.
Durch den tödlichen Reitunfall seines kinderlosen Cousins Hans Georg zu Pappenheim-Treuchtlingen im Jahre 1568 konnte Veit seinen Besitz um den halben Markt und das halbe Schloss von Treuchtlingen vermehren. Die andere Hälfte des Erbes kaufte er seinen Cousinen, den drei Schwestern Hans Georgs, für 28.000 Gulden ab. Veit selbst dürfte wirtschaftliches Talent besessen haben, so war er z. B. in der Lage, dem Herzog von Bayern, Wilhelm V., ein Darlehen von 10.000 Gulden zu gewähren, darüber hinaus dessen Bruder Ferdinand die Summe von 6.000 Gulden. Im Reich selbst herrschte durch den Augsburger Religionsfrieden eine längere Friedensperiode, was den Ausbau von Schloss und Herrschaft Treuchtlingen durch Veit begünstigte. Dennoch musste er die bayerische Hofmark Schwindegg 1591 an Ritter Sebastian von Haunsperg veräußern, was wohl daran lag, dass Protestanten im katholischen Bayern gemäß dem Augsburger Frieden „Cuius regio, eius religio“ nicht mehr geduldet wurden.
Am 26. März 1592 starb Regina, aber trotz seines Alters von fast 58 Jahren entschloss sich Veit zu einer weiteren Heirat und führte 1593 die um vierzig Jahre jüngere Maria Salome von Preysing-Kopfsburg heim, eine Katholikin, welcher im Ehevertrag freie Religionsausübung zugesichert wurde. Veit zu Pappenheim heiratete damit in eines der ältesten und angesehensten Geschlechter des Herzogtums Bayern ein. Sie waren die Erbschenken von Ober- und Niederbayern und die Schenken des Bistums Freising.
Der zweiten Ehe Veits erwuchsen fünf Kinder: der bekannte kaiserliche Feldherr im Dreißigjährigen Krieg, Gottfried Heinrich Graf zu Pappenheim (1594–1632); Anna Benigna (1596–1678), Maria Magdalena (1597–1632), Philipp Ludwig (1598–1615) und Maria Gertraud (1599–1675).
Bereits in schlechtem Gesundheitszustand – der Grund dafür ist unbekannt – suchte Veit im Frühjahr 1600 das nahe gelegene Wildbad bei Wemding auf, wo er am 18. Juni 1600 verstarb.